# هنر یونانی و بودایی

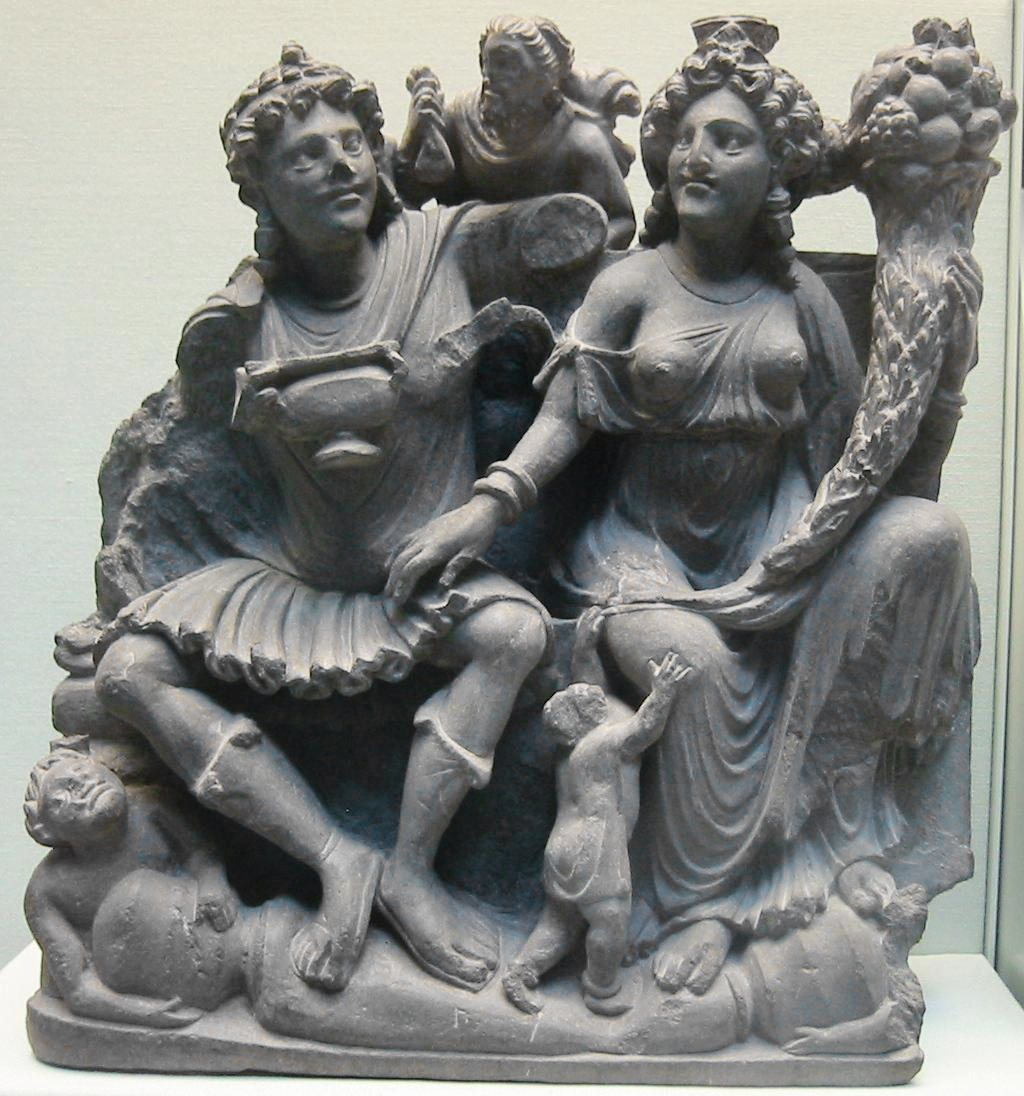
پیکره‌های پنسیکا (چپ)، ایزدِ فرزند و هریتی (راست)، الههٔ باروری و نگهداری از فرزند، در آیین بوداگرایی، که شاخی (Cornucopia) را که در اساطیر یونانی نماد وفور نعمت است، در دست دارند. نمونه‌ای از هنر یونانی و بودایی گنداره بدست یافته از تختِ بهائی در پختون‌خوا، سرزمین باستانی گنداره، موزیم بریتانیا

هنر یونانی و بودایی یا هنر گنداره جلوه‌ای هنری از فرهنگ یونانی و بودایی و تلفیقی از فرهنگ یونان باستان و بوداگرایی است که در آسیای میانه در طی هزار سال، از زمان یورش اسکندر مقدونی به آسیا در سدهٔ چهارم پیش از میلاد تا حملهٔ اعراب در سدهٔ هفتم پس از میلاد رواج داشته‌است. 
خاستگاه هنر یونانی و بودایی٬ دولت یونانیِ باختر (۲۵۰ پ.م-۱۳۰ پ.م.)، در افغانستان امروزی است و با روی کار آمدن دولت هندویونانی (۱۸۰ پ.م.-۱۰ پ.م) به شبه‌قارهٔ هند گسترش یافت. تلفیق هنر یونانی و بودایی، در دوران هندویونانیان و کوشانیان، و پیش از توسعه یافتن در هند، در سرزمین باستانی گنداره به اوج شکوفایی خود رسید. و ازین رو به هنر گنداره نیز معروف است. این هنر سپس در هند گسترش یافت و در هنر متهورا و بعدها در هنر هندویی امپراتوری گُپتا نفوذ یافته و به بقیهٔ جنوب‌شرقی آسیا توسعه یافت. نفوذ هنر یونانی و بودایی به آسیای میانه نیز رسید و در هنر حوزهٔ رود تاریم تأثیری عمیق گذاشت، و نهایتاً از آنجا به چین، شبه جزیرهٔ کوریا (کره) و جاپان (ژاپن) نیز نفوذ کرد.

## نگارخانه

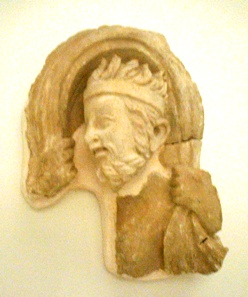
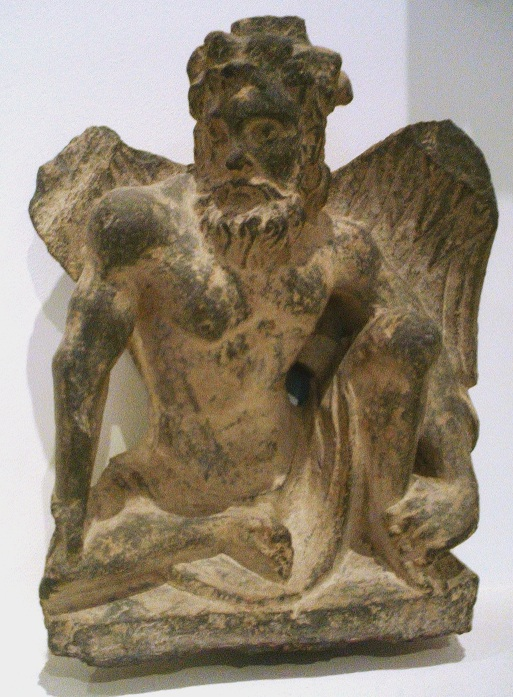
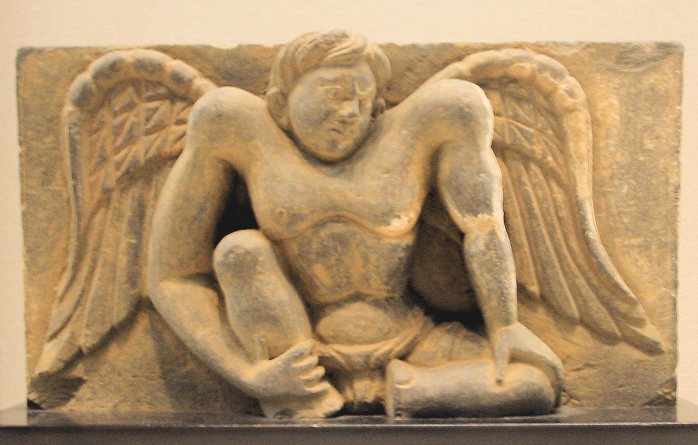
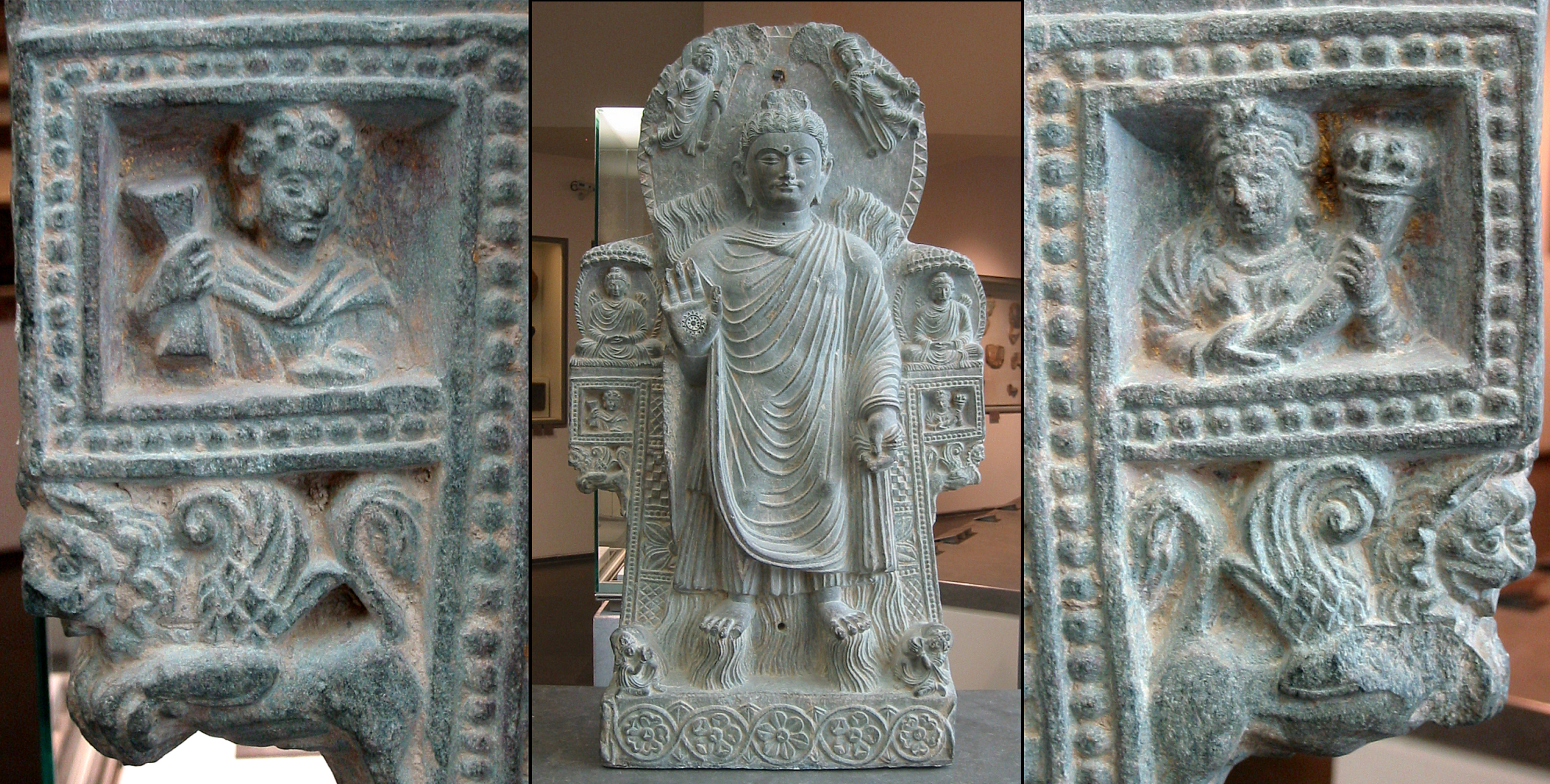
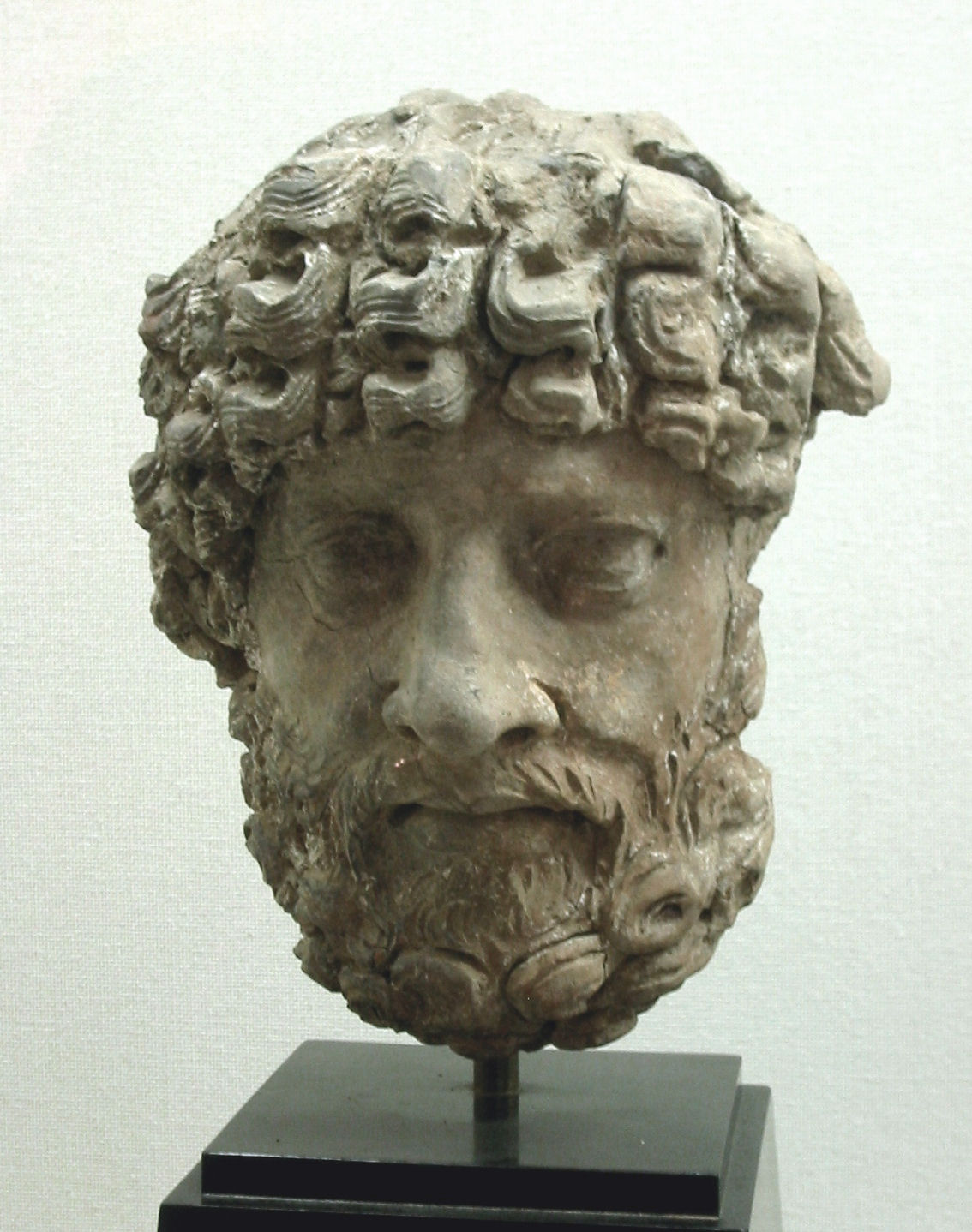
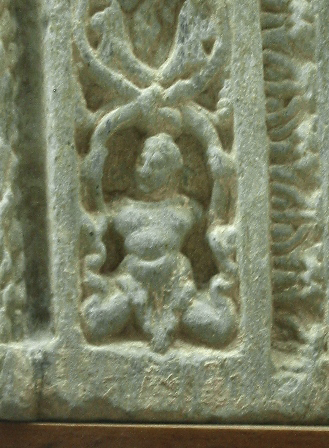
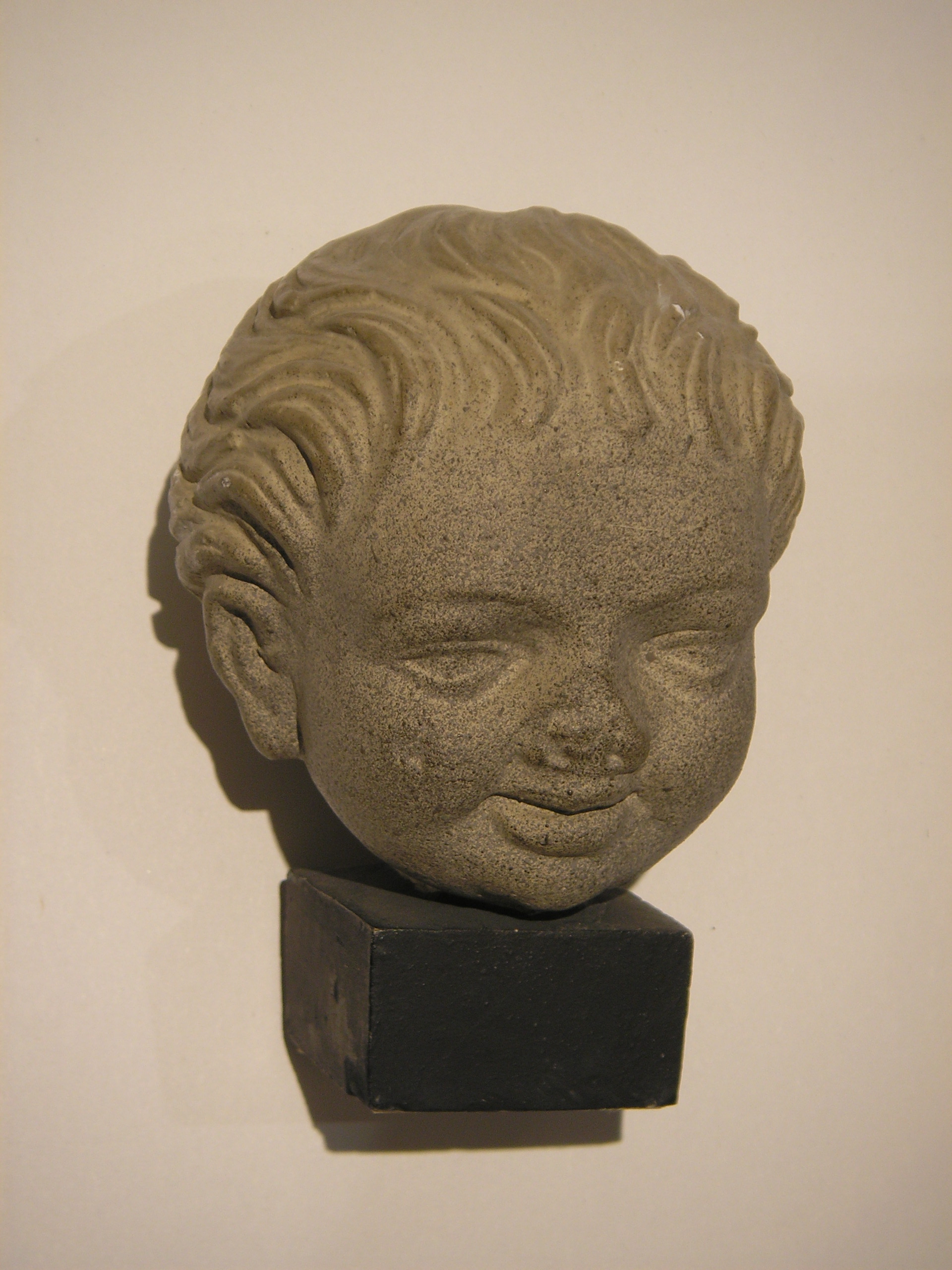